# وو سانغ كون
وو سانغ كون مواليد 2 فبراير 1926 في شبه الجزيرة الكورية - الوفاة 13 ديسمبر 1975 في سول، هو لاعب ومدرب كرة قدم كوري جنوبي سابق كان يلعب كمهاجم. سبق له أن لعب في كأس العالم لكرة القدم مع منتخب بلاده في مونديال عام 1954.

## روابط خارجية
- وو سانغ كون على موقع الاتحاد الدولي (مؤرشف)  (الإنجليزية)
- وو سانغ كون على موقع ناشيونال فوتبول تيمز (الإنجليزية)
- وو سانغ كون على موقع Soccerway.com (الإنجليزية)
- وو سانغ كون على موقع عالم كرة القدم.نت (الإنجليزية)
- وو سانغ كون على موقع اللجنة الأولمبية الدولية (الإنجليزية)
- وو سانغ كون على موقع أوليمبيديا (الإنجليزية)